# Grand Prix-wegrace van Duitsland 1966
De Grand Prix-wegrace van Duitsland 1966 was de tweede Grand Prix van het wereldkampioenschap wegrace in het seizoen 1966. De races werden verreden op 22 mei 1966 op de Hockenheimring nabij Hockenheim. Alle klassen kwamen aan de start. Voor de 350cc-klasse, de 500cc-klasse en de zijspanklasse was het de opening van het seizoen. 

## Algemeen
Dit was de eerste wegrace-Grand Prix die werd verreden op de vernieuwde Hockenheimring, die was verbouwd voor de aanleg van Bundesautobahn 6. Daardoor werd ook het Motodrom toegevoegd, waardoor er veel extra bochten en tribunes beschikbaar kwamen. De Grand Prix trok 100.000 toeschouwers.

## 500cc-klasse
Jim Redman had besloten dat 1966 zijn laatste seizoen zou zijn en dat hij nog een wereldtitel in de 500cc-klasse wilde halen. Honda wilde hem daarin wel tegemoetkomen. Tijdens de training voor de eerste race draaide hij echter de motor van zijn Honda RC 181 stuk, waardoor Mike Hailwood onder sterk protest zijn eigen motorfiets aan Redman moest afstaan. De dubbelrol van Redman als rijder én teammanager kwam hier wel bijzonder slecht uit, want hij nam deze beslissing feitelijk als manager, maar in zijn eigen voordeel als coureur. Met slechts één Honda-rijder werd de race ook niet erg spannend, want Giacomo Agostini (MV Agusta) kon de nieuwe Honda met geen mogelijkheid bijhouden en finishte 26 seconden achter Redman op de tweede plaats. Derde werd Gyula Marsovszky met een Matchless.
| Pos | Coureur          | Merk      | Tijd      | Punten |
| --- | ---------------- | --------- | --------- | ------ |
| 1   | Jim Redman       | Honda     | 1:04"00'8 | 8      |
| 2   | Giacomo Agostini | MV Agusta | +26'1     | 6      |
| 3   | Gyula Marsovszky | Matchless | +2 ronden | 4      |
| 4   | Stuart Graham    | Matchless | +2 ronden | 3      |
| 5   | Lewis Young      | Matchless | +2 ronden | 2      |
| 6   | Eduard Lenz      | Matchless | +2 ronden | 1      |
| 7   | Dan Shorey       | Norton    |           |        |
| 8   | Jack Ahearn      | Norton    |           |        |
| 9   | Billie Nelson    | Norton    |           |        |
| 10  | Walter Scheimann | Norton    |           |        |
| 11  | Jack Findlay     | Matchless |           |        |

| Coureur       | Merk  | Oorzaak      |
| ------------- | ----- | ------------ |
| Mike Hailwood | Honda | Geen machine |

| Coureur            | Merk      | Oorzaak |
| ------------------ | --------- | ------- |
| Rudi Thalhammer    | Seeley    |         |
| John Dodds         | Norton    |         |
| Kel Carruthers     | Norton    |         |
| Len Atlee          | Norton    |         |
| Roger Beaumont     | Norton    |         |
| Gustav Havel       | Jawa-ČZ   |         |
| Fritjof Eccarius   | Matchless |         |
| Hans-Otto Butenuth | BMW       |         |
| Hartmut Allner     | BMW       |         |
| Helmut Morgenstern | Norton    |         |
| Karl Hoppe         | Matchless |         |
| Chris Conn         | Norton    |         |
| Derek Minter       | Seeley    |         |
| Fred Stevens       | Paton     |         |
| John Cooper        | Norton    |         |
| Ian Burne          | Norton    |         |

| Coureur           | Merk             | Oorzaak |
| ----------------- | ---------------- | ------- |
| Eric Hinton       | Norton           |         |
| Malcolm Stanton   | Norton           |         |
| František Šťastný | Jawa-ČZ          |         |
| John Blanchard    | Seeley-Matchless |         |
| John Mawby        | Norton           |         |
| Peter Williams    | Matchless        |         |
| Ron Chandler      | Matchless        |         |

### Top zes tussenstand 500cc-klasse
Conform wedstrijduitslag

## 350cc-klasse
Voor de 350cc-klasse was de Duitse Grand Prix op Hockenheim de openingsrace in 1966. Tarquinio Provini (Benelli) had de beste start, maar werd al in de tweede ronde ingehaald door Mike Hailwood met de Honda RC 173. Giacomo Agostini moest de MV Agusta driecilinder aan de kant parkeren. Hailwood liep zó snel weg, dat Provini uiteindelijk met een ronde achterstand tweede werd. Bruce Beale (Honda) werd derde.
| Pos | Coureur           | Merk    | Tijd     | Punten |
| --- | ----------------- | ------- | -------- | ------ |
| 1   | Mike Hailwood     | Honda   | 54"01'8  | 8      |
| 2   | Tarquinio Provini | Benelli | +1 ronde | 6      |
| 3   | Bruce Beale       | Honda   |          | 4      |
| 4   | Silvio Grassetti  | Bianchi |          | 3      |
| 5   | Gustav Havel      | Jawa    |          | 2      |
| 6   | František Boček   | ČZ      |          | 1      |

| Coureur          | Merk      | Oorzaak |
| ---------------- | --------- | ------- |
| Giacomo Agostini | MV Agusta |         |

| Coureur           | Merk           |
| ----------------- | -------------- |
| Jack Ahearn       | Norton         |
| Kel Carruthers    | Norton         |
| František Šťastný | Jawa / Jawa-ČZ |
| Heinz Rosner      | MZ             |
| Bill Ivy          | Yamaha         |
| Chris Conn        | Norton         |
| Dave Simmonds     | Norton / Honda |
| Joe Dunphy        | Norton         |
| John Blanchard    | Seeley-AJS     |
| Peter Williams    | AJS            |
| Phil Read         | Yamaha         |
| Stuart Graham     | AJS            |
| Tommy Robb        | Bultaco        |
| Alberto Pagani    | Aermacchi      |
| Gilberto Milani   | Aermacchi      |
| Renzo Pasolini    | Aermacchi      |
| Kenzo Muromachi   | Honda          |
| Jim Redman        | Honda          |
| Kent Andersson    | Husqvarna      |
| Byron Black       | Honda          |

### Top zes tussenstand 350cc-klasse
Conform wedstrijduitslag

## 250cc-klasse
In Duitsland vertrok Phil Read als snelste, maar viel al in de eerste ronde. Daardoor konden Mike Hailwood en Jim Redman het onderling uitvechten. Uiteindelijk finishte Hailwood 0,4 seconden vóór Redman. Als derde eindigde Bill Ivy. 
| Pos | Coureur           | Merk   | Tijd    | Punten |
| --- | ----------------- | ------ | ------- | ------ |
| 1   | Mike Hailwood     | Honda  | 53"05'7 | 8      |
| 2   | Jim Redman        | Honda  | +0'4    | 6      |
| 3   | Bill Ivy          | Yamaha | +17'0   | 4      |
| 4   | Derek Woodman     | MZ     |         | 3      |
| 5   | František Šťastný | Jawa   |         | 2      |
| 6   | Günter Beer       | Honda  |         | 1      |

| Coureur   | Merk   | Oorzaak |
| --------- | ------ | ------- |
| Phil Read | Yamaha | Val     |

| Coureur   | Merk   | Oorzaak  |
| --------- | ------ | -------- |
| Mike Duff | Yamaha | Blessure |

| Coureur           | Merk             |
| ----------------- | ---------------- |
| Jack Findlay      | Bultaco          |
| Kevin Cass        | Bultaco          |
| Len Atlee         | Cotton           |
| Gyula Marsovszky  | Bultaco          |
| Heinz Rosner      | MZ               |
| Daniel Lhéraud    | Yamaha           |
| Bill Smith        | Bultaco          |
| Bob Anderson      | Yamaha           |
| Jim Curry         | Honda            |
| Peter Inchley     | Bultaco-Villiers |
| Selwyn Griffiths  | Royal Enfield    |
| Stuart Graham     | Honda            |
| Tommy Robb        | Bultaco          |
| Alberto Pagani    | Aermacchi        |
| Giuseppe Visenzi  | Aermacchi        |
| Renzo Pasolini    | Aermacchi        |
| Akiyasu Motohashi | Yamaha           |
| Hiroshi Hasegawa  | Yamaha           |
| Ginger Molloy     | Bultaco          |
| Bruce Beale       | Honda            |
| Kent Andersson    | Husqvarna        |

### Top tien tussenstand 250cc-klasse
| Pos | Coureur           | Merk      | Ptn |
| --- | ----------------- | --------- | --- |
| 1   | Mike Hailwood     | Honda     | 16  |
| 2   | Derek Woodman     | MZ        | 9   |
| 3   | Jim Redman        | Honda     | 6   |
| 4   | Bill Ivy          | Yamaha    | 4   |
| 4   | Renzo Pasolini    | Aermacchi | 4   |
| 6   | Jack Findlay      | Bultaco   | 3   |
| 7   | Kent Andersson    | Husqvarna | 2   |
| 7   | František Šťastný | Jawa      | 2   |
| 9   | Günter Beer       | Honda     | 1   |
| 9   | Heinz Rosner      | MZ        | 1   |

## 125cc-klasse
In Duitsland won Luigi Taveri vóór zijn teamgenoot Ralph Bryans. Phil Read werd derde. Met de Suzuki RT 66 vlotte het weer niet: Hans Georg Anscheidt moest tot tweemaal toe de pit in en werd vijfde en Frank Perris werd vierde. Tijdens deze race verscheen een nieuw Japans merk, dat in Europa nog geheel onbekend was: Toshio Fujii kwam aan de start met een tweecilinder Kawasaki. De Kawasaki was in de trainingen weliswaar snel gebleken, maar Fujii viel in de zesde ronde van de race.
| Pos | Coureur              | Merk     | Tijd    | Punten |
| --- | -------------------- | -------- | ------- | ------ |
| 1   | Luigi Taveri         | Honda    | 42"28'4 | 8      |
| 2   | Ralph Bryans         | Honda    | +12'3   | 6      |
| 3   | Phil Read            | Yamaha   | +24'7   | 4      |
| 4   | Frank Perris         | Suzuki   |         | 3      |
| 5   | Hans Georg Anscheidt | Suzuki   |         | 2      |
| 6   | Herbert Mann         | MZ       |         | 1      |
| 7   | Toshio Fujii         | Kawasaki | Na val  | Na val |

| Coureur   | Merk   | Oorzaak  |
| --------- | ------ | -------- |
| Mike Duff | Yamaha | Blessure |

| Coureur           | Merk    |
| ----------------- | ------- |
| Hugh Anderson     | Suzuki  |
| Friedhelm Kohlar  | MZ      |
| Hartmut Bischoff  | MZ      |
| Walter Scheimann  | Honda   |
| José Medrano      | Bultaco |
| Bill Ivy          | Yamaha  |
| Mike Hailwood     | Honda   |
| Peter Williams    | EMC     |
| Tommy Robb        | Yamaha  |
| Francesco Villa   | Montesa |
| Akiyasu Motohashi | Yamaha  |
| Mitsuo Itoh       | Suzuki  |
| Yasuharu Yuzawa   | Yamaha  |
| Yoshimi Katayama  | Suzuki  |

### Top negen tussenstand 125cc-klasse
| Pos | Coureur              | Merk    | Ptn |
| --- | -------------------- | ------- | --- |
| 1   | Luigi Taveri         | Honda   | 14  |
| 2   | Ralph Bryans         | Honda   | 10  |
| 3   | Bill Ivy             | Yamaha  | 8   |
| 4   | Phil Read            | Yamaha  | 7   |
| 5   | Frank Perris         | Suzuki  | 3   |
| 6   | Hans Georg Anscheidt | Suzuki  | 2   |
| 6   | Francesco Villa      | Montesa | 2   |
| 8   | Herbert Mann         | MZ      | 1   |
| 8   | José Medrano         | Bultaco | 1   |

(Slechts negen coureurs hadden al punten gescoord)

## 50cc-klasse
In Duitsland won Hans Georg Anscheidt de 50cc-race, de enige soloklasse die niet door een Honda gewonnen werd. Ralph Bryans werd tweede en Hugh Anderson werd derde. Luigi Taveri, de winnaar van de Spaanse Grand Prix, moest zich tevredenstellen met een vierde plaats.
| Pos | Coureur              | Merk     | Tijd    | Punten |
| --- | -------------------- | -------- | ------- | ------ |
| 1   | Hans Georg Anscheidt | Suzuki   | 42"02'2 | 8      |
| 2   | Ralph Bryans         | Honda    | +34'3   | 6      |
| 3   | Hugh Anderson        | Suzuki   | +38'8   | 4      |
| 4   | Luigi Taveri         | Honda    |         | 3      |
| 5   | Oswald Dittrich      | Kreidler |         | 2      |
| 6   | Cees van Dongen      | Kreidler |         | 1      |

| Coureur        | Merk        | Oorzaak    |
| -------------- | ----------- | ---------- |
| Jack Findlay   | Bridgestone | Teambeleid |
| Isao Morishita | Bridgestone | Teambeleid |

| Coureur          | Merk   |
| ---------------- | ------ |
| Barry Smith      | Derbi  |
| André Roth       | Derbi  |
| Ernst Degner     | Suzuki |
| Ángel Nieto      | Derbi  |
| Brian Gleed      | Honda  |
| Dave Simmonds    | Honda  |
| Tommy Robb       | Suzuki |
| Mitsuo Itoh      | Suzuki |
| Yoshimi Katayama | Suzuki |

### Top acht tussenstand 50cc-klasse
| Pos | Coureur              | Merk     | Ptn |
| --- | -------------------- | -------- | --- |
| 1   | Hans Georg Anscheidt | Suzuki   | 14  |
| 2   | Luigi Taveri         | Honda    | 11  |
| 3   | Ralph Bryans         | Honda    | 10  |
| 4   | Hugh Anderson        | Suzuki   | 7   |
| 5   | Oswald Dittrich      | Kreidler | 2   |
| 5   | Ángel Nieto          | Derbi    | 2   |
| 7   | Cees van Dongen      | Kreidler | 1   |
| 7   | Barry Smith          | Derbi    | 1   |

(Slechts acht coureurs hadden al punten gescoord)

## Zijspanklasse
Hoewel BMW al jaren geen fabriekssteun meer verleende, kregen zowel Fritz Scheidegger als Max Deubel begin 1966 elk twee nieuwe korteslag BMW-blokken. De Spaanse zijspan-Grand Prix werd door de organisatie geschrapt, wat voor Max Deubel een reden was te verklaren dat hij na het seizoen 1966 zou gaan stoppen. Montjuïc Park was namelijk een van de weinige circuits waar een rechts gemonteerd zijspan, zoals dat van Deubel, in het voordeel was. Nu werd de openingsrace in Duitsland (Hockenheim) gereden en Deubel/Emil Hörner waren er inderdaad kansloos tegen de combinatie Fritz Scheidegger/John Robinson. Derde werden Colin Seeley en Wally Rawlings. Een opmerkelijke verschijning in deze race was de nieuwe "Fath Special" van Helmut Fath. Dit was een zelfbouw viercilinder die hij later zou omdopen tot "URS", naar zijn woonplaats Ursenbach. Tijdens zijn debuutrace moest Fath met motorpech opgeven.
| Pos | Coureur               | Bakkenist      | Merk | Tijd    | Punten |
| --- | --------------------- | -------------- | ---- | ------- | ------ |
| 1   | Fritz Scheidegger     | John Robinson  | BMW  | 39"08'2 | 8      |
| 2   | Max Deubel            | Emil Hörner    | BMW  | +21'9   | 6      |
| 3   | Colin Seeley          | Wally Rawlings | BMW  | +32'7   | 4      |
| 4   | Georg Auerbacher      | Eduard Dein    | BMW  |         | 3      |
| 5   | Chris Vincent         | Graham Steward | BMW  |         | 2      |
| 6   | Heinz Luthringshauser | Hermann Hahn   | BMW  |         | 1      |

| Coureur     | Bakkenist | Merk         | Oorzaak   |
| ----------- | --------- | ------------ | --------- |
| Helmut Fath | Onbekend  | Fath Special | Koppeling |

| Coureur           | Bakkenist           | Merk |
| ----------------- | ------------------- | ---- |
| Barry Thompson    | Gerald Wood         | BMW  |
| Klaus Enders      | Reinhold Mannischef | BMW  |
| Otto Kölle        | Heinz Marquardt     | BMW  |
| Siegfried Schauzu | Horst Schneider     | BMW  |
| Barry Dungsworth  | Neil Caddow         | BMW  |
| Tony Wakefield    | Graham Milton       | BMW  |

### Top zes tussenstand Zijspanklasse
Conform wedstrijduitslag
1925 · 1926 · 1927 · 1928 · 1929 · 1930 · 1931 · 1933 · 1934 · 1935 · 1936 · 1937 · 1938 · 1939 · 1949 · 1950 · 1951 · 1952 · 1953 · 1954 · 1955 · 1956 · 1957 · 1958 · 1959 · 1960 · 1961 · 1962 · 1963 · 1964 · 1965 · 1966 · 1967 · 1968 · 1969 · 1970 · 1971 · 1972 · 1973 · 1974 · 1975 · 1976 · 1977 · 1978 · 1979 · 1980 · 1981 · 1982 · 1983 · 1984 · 1985 · 1986 · 1987 · 1988 · 1989 · 1990 · 1991 · 1992 · 1993 · 1994 · 1995 · 1996 · 1997 · 1998 · 1999 · 2000 · 2001 · 2002 · 2003 · 2004 · 2005 · 2006 · 2007 · 2008 · 2009 · 2010 · 2011 · 2012 · 2013 · 2014 · 2015 · 2016 · 2017 · 2018 · 2019 · 2021 · 2022 · 2023 · 2024 · 2025